# 蘇炤成
蘇炤成，MH（1940年1月22日—），為香港屯門區議會三聖選區前任區議員，亦是該區交通及運輸委員會前主席，魚類統營顧問委員會委員，交通意外聯席委員會委員，及屯門區中電客户諮詢委員會主席。由1982年香港歷史上第一次區議會選舉開始，一直擔任區議員。蘇氏總共連任十屆區議員，是香港區議會在位最長的區議員，是一個在十次參與直選而當選的人。陳琬琛擔任荃灣區民選區議員已超過38年，任期之長已超過於屯門前區議員蘇炤成。
蘇炤成在2019年香港區議會選舉僅獲得2,198票，被初次參選的公民黨前黨員巫堃泰以2,834票擊敗，導致蘇氏首次連任失敗，亦結束了蘇氏連續十屆當選紀錄。

## 背景

### 早年生活
蘇炤成的祖家位於澳門，父母一輩經營鮮魚批發買賣。他求學階段入讀粵華中學小學部，在校時是名運動健將，涉足足球、排球、游泳、單車等項目，曾赴台灣參與運動比賽。他及後入讀粵華中學，完成中學課程便投身社會。1967年從澳門正式來到香港生活後，定居屯門三聖村。初年他任職鮮魚批發理數員，於參與選舉前，在三聖一帶經營自家魚類批發生意。及後通過參加1982年香港第一届區議會選舉，以得票第二當選三聖邨當時所在的屯門東南選區區議員。

### 個人生活
蘇炤成已婚，來到屯門發展事業之後，於1980年代與母親及妻兒居住在荃灣。他婚後育有兩名兒子，2人生於1970年代初。

## 參與選舉

### 區議會選舉
蘇自1982年首次當選至2013年，一直以獨立議員身份參政。在1982年香港第一届區議會選舉時，蘇氏於當時的屯門東南選區參選，並以得票第二當選。及後在1985年香港區議會選舉、1988年香港區議會選舉、1991年香港區議會選舉的選舉中皆從屯門東南選區連任。1994年該選區部分範圍改劃爲三聖選區。蘇接著在1994年香港區議會選舉、1999年香港區議會選舉、2003年香港區議會選舉及2007年香港區議會選舉亦成功在三聖選區連任。2011年香港區議會選舉，由獲得民主派區選聯盟認可的獨立民主派人士翁世銘和蘇炤成爭奪，最後蘇炤成以六成二得票勝出，蘇炤成在當選後，於2013年在田北辰引薦下加入新民黨，蘇氏於2014年1月10日正式加入新民黨，並成為新民黨第十二位區議員，並於2015年成爲中央委員會成員。2015年香港區議會選舉，由新民黨蘇炤成和香港民生及法律權益協會兼公民黨前黨員李錦添爭奪議席，當中李錦添得到民主派區選聯盟認可以及獲得民協嚴天生的支持，最後仍由蘇炤成以945票之差的得票勝出，蘇氏不但成功第十次連任，更以75歲之齡成爲當屆最年長當選者。
雖然之前有傳年屆79歲的蘇炤成將會打算在2019年完成區議員任期後退休，並不會角逐2019年香港區議會選舉，而新民黨主席葉劉淑儀有意接替蘇炤成在本區參選。但最終葉劉淑儀沒有出選區議會，而蘇炤成則在本區角逐連任，成為是屆區議會選舉年紀最大的候選人。蘇炤成在是屆選舉與初次參選的公民黨前黨員巫堃泰爭奪議席，結果蘇炤成以636票的差距落敗。三聖選區亦首次出現議員更替，也是首次由泛民主派人士奪取該選區議席；而此次選舉亦正式結束蘇炤成長達三十八年的區議員生涯。

### 歷屆選舉結果
| 政党   | 政党     | 候选人    | 票数  | %     | ±      |
| ------ | -------- | --------- | ----- | ----- | ------ |
|        | 立言香港 | ①. 巫堃泰 | 2,834 | 56.32 | 不適用 |
|        | 新民黨   | ②. 蘇炤成 | 2,198 | 43.68 | ▼23.63 |
| 多数票 | 多数票   | 多数票    | 636   | 12.64 | 不適用 |

| 政党   | 政党                   | 候选人    | 票数  | %     | ±      |
| ------ | ---------------------- | --------- | ----- | ----- | ------ |
|        | 香港民生及法律權益協會 | ①. 李錦添 | 892   | 32.69 | 不適用 |
|        | 新民黨                 | ②. 蘇炤成 | 1,837 | 67.31 | 不適用 |
| 多数票 | 多数票                 | 多数票    | 945   | 34.63 | 不適用 |

| 政党   | 政党   | 候选人    | 票数  | %     | ±      |
| ------ | ------ | --------- | ----- | ----- | ------ |
|        | 獨立   | ①. 翁世銘 | 845   | 37.37 | 不適用 |
|        | 獨立   | ②. 蘇炤成 | 1,416 | 62.63 | 不適用 |
| 多数票 | 多数票 | 多数票    | 571   | 25.25 | 不適用 |

| 政党   | 政党   | 候选人    | 票数  | %     | ±      |
| ------ | ------ | --------- | ----- | ----- | ------ |
|        | 獨立   | ①. 蘇炤成 | 1,389 | 60.97 | 不適用 |
|        | 公民黨 | ②. 黃曉楓 | 889   | 39.03 | 不適用 |
| 多数票 | 多数票 | 多数票    | 500   | 21.95 | 不適用 |

| 政党   | 政党   | 候选人    | 票数  | %     | ±      |
| ------ | ------ | --------- | ----- | ----- | ------ |
|        | 獨立   | ①. 蘇炤成 | 1,447 | 65.74 | 不適用 |
|        | 獨立   | ②. 蔡天文 | 754   | 34.26 | 不適用 |
| 多数票 | 多数票 | 多数票    | 693   | 31.49 | 不適用 |

| 政党   | 政党   | 候选人 | 票数     | %      | ±      |
| ------ | ------ | ------ | -------- | ------ | ------ |
|        | 獨立   | 蘇炤成 | 自動當選 | 不適用 | 不適用 |
| 多数票 | 多数票 | 多数票 | 不適用   | 不適用 | 不適用 |

| 政党   | 政党   | 候选人 | 票数 | %     | ±      |
| ------ | ------ | ------ | ---- | ----- | ------ |
|        | 獨立   | 蘇炤成 | 935  | 53.16 | 不適用 |
|        | 獨立   | 蔡華堂 | 824  | 46.84 | 不適用 |
| 多数票 | 多数票 | 多数票 | 111  | 6.31  | 不適用 |

| 政党   | 政党   | 候选人 | 票数     | %      | ±      |
| ------ | ------ | ------ | -------- | ------ | ------ |
|        | 獨立   | 蘇炤成 | 自動當選 | 不適用 | 不適用 |
| 多数票 | 多数票 | 多数票 | 不適用   | 不適用 | 不適用 |

| 政党   | 政党   | 候选人 | 票数  | %     | ±      |
| ------ | ------ | ------ | ----- | ----- | ------ |
|        | 獨立   | 蘇炤成 | 2,767 | 30.1  | 不適用 |
|        | 獨立   | 陳武豹 | 2,454 | 26.69 | 不適用 |
|        | 獨立   | 潘展鴻 | 2,230 | 24.26 | 不適用 |
|        | 獨立   | 李文光 | 1,742 | 18.95 | 不適用 |
| 多数票 | 多数票 | 多数票 | 224   | 2.44  | 不適用 |

| 政党   | 政党   | 候选人 | 票数  | %     | ±      |
| ------ | ------ | ------ | ----- | ----- | ------ |
|        | 獨立   | 陳武豹 | 3,522 | 35.26 | 不適用 |
|        | 獨立   | 蘇炤成 | 2,891 | 28.94 | 不適用 |
|        | 獨立   | 何志強 | 2,182 | 21.84 | 不適用 |
|        | 獨立   | 譚普航 | 1,395 | 13.96 | 不適用 |
| 多数票 | 多数票 | 多数票 | 709   | 7.1   | ▼3.25  |

| 政党   | 政党   | 候选人 | 票数  | %     | ±      |
| ------ | ------ | ------ | ----- | ----- | ------ |
|        | 獨立   | 黃學儀 | 1,920 | 34.92 | 不適用 |
|        | 獨立   | 蘇炤成 | 1,613 | 29.34 | 不適用 |
|        | 獨立   | 張錦鴻 | 1,044 | 18.99 | 不適用 |
|        | 獨立   | 區谷明 | 782   | 14.22 | 不適用 |
|        | 獨立   | 區泳甡 | 139   | 2.53  | 不適用 |
| 多数票 | 多数票 | 多数票 | 569   | 10.35 | 不適用 |

## 爭議事件
2016年5月，屯門區議會工聯會時任區議員李洪森、陳文偉、陳有海、徐帆、時為新民黨成員的朱耀華、新民黨成員蘇炤成與鄉事派組織城鄉居民共和協會屯門鄉郊選區時任區議員陶錫源聯署要求擱置大嶼山群育學校東灣莫羅瑞華學校遷至屯門興建新校舍的計劃，新校舍校址毗鄰仁愛堂陳黃淑芳紀念中學；工聯會以及新民黨的區議員反對群育學校遷至屯門的事件引來公眾關注，惟搬遷計劃已在立法會教育事務委員會中獲得通過，屯門區議會亦已審批；早前有工聯會以及新民黨的區議員反對，但兩黨的立法會議員早前接受訪問前均表示支持。2016年5月8日的記者會上，教育事務委員會副主席葉建源亦表示未聽聞有議員會投下反對票。

## 資料來源
1. ↑  盧子健、何安達. . 天地圖書. 1994: 683.
2. ↑  . 漁農自然護理署. 2016年1月4日  [2016年12月5日]. （原始内容存档于2018年10月10日）.
3. ↑  . 中華電力. 2016年1月26日  [2016年12月5日]. （原始内容存档于2016年12月20日）.
4. ↑  . 東網. 2015年11月23日  [2016年11月29日]. （原始内容存档于2020年1月2日）.
5. 1 2  黃文軒. . 香港01. 2019-10-29  [2019-11-30]. （原始内容存档于2020-03-29）.
6. ↑  . www.elections.gov.hk.   [2019-11-25]. （原始内容存档于2020-01-14）.
7. 1 2 3 4 5 6  . 華僑日報. 1988-06-09: 18  [2022-04-20].
8. 1 2 3 4 5 6 7  . 華僑日報. 1987-12-05: 9  [2022-04-20].
9. ↑  . 香港獨立媒體. 2015年11月20日  [2016年11月29日]. （原始内容存档于2016年11月30日）.
10. ↑  . NPP. 2014年1月10日  [2016年11月29日]. （原始内容存档于2016年11月30日）.
11. ↑   (PDF). NPP.[永久]
12. ↑  . 東方日報. 2018年9月18日  [2019年12月3日]. （原始内容存档于2019年12月3日）.
13. ↑  . 蘋果日報. 2016年5月13日  [2016年12月3日]. （原始内容存档于2016年12月20日）.
14. ↑  . 香港01. 2016年5月9日  [2016年12月5日]. （原始内容存档于2016年6月17日）.

## 外部連結
- . 屯門區議會. 2015-12-14  [2021-01-30]. （原始内容存档于2017-12-16） （中文（香港））.

| 議會席位 | 議會席位                                                  | 議會席位        |
| -------- | --------------------------------------------------------- | --------------- |
| 新頭銜   | 屯門區議會 屯門東南選區區議員 1982年4月1日至1994年9月30日 | 繼任： 選區重組 |
| 新頭銜   | 屯門區議會 三聖選區區議員 1994年10月1日至2019年12月31日   | 繼任： 巫堃泰   |